# Valentina Ivanov
Valentina Ivanov (* 27. März 2001 in Christchurch) ist eine neuseeländische Tennisspielerin.

## Karriere
Ivanov spielt vor allem Turniere auf der ITF Women’s World Tennis Tour, wo sie bislang fünf Doppeltitel gewann.
2018 trat Ivanov beim Juniorinnendoppel der Australian Open an, scheiterte mit ihrer Partnerin aber im Achtelfinale. Im Oktober des Jahres trat sie sowohl im Einzel, Doppel und Mixed bei den Olympischen Jugend-Sommerspielen an, scheiterte in allen drei Disziplinen bereits jeweils in der ersten Runde. Im Dezember 2018 wurde Ivanov neuseeländische Landesmeisterin und sicherte sich eine Wildcard für die ASB Classic im Januar 2019.
Ivanov spielte somit ihr erstes WTA-Turnier im Januar 2019 und erhielt nicht nur für die Qualifikation im Einzel, sondern auch mit ihrer Partnerin Elys Ventura für das Hauptfeld im Doppel eine Wildcard. Sie scheiterte zwar im Doppel bereits in der ersten Runde, schaffte mit ihrem 4:6, 6:3 und 6:3 Sieg über ihre Landsfrau Paige Mary Hourigan in der ersten Runde der Qualifikation eine kleine Sensation. In der zweiten Runde der Qualifikation scheiterte sie dann aber an Bibiane Schoofs mit 4:6 und 0:6.

## Turniersiege

### Doppel
| Nr. | Datum            | Turnier            | Kategorie | Belag     | Partnerin            | Finalgegnerinnen                      | Ergebnis          |
| --- | ---------------- | ------------------ | --------- | --------- | -------------------- | ------------------------------------- | ----------------- |
| 1.  | 16. Februar 2019 | Port Pirie         | ITF W15   | Hartplatz | Amber Marshall       | Patricia Böntgen Lisa Mays            | 7:5, 6:2          |
| 2.  | 9. Juli 2022     | Monastir           | ITF W15   | Hartplatz | Lisa Mays            | Cho I-hsuan Yao Xinxin                | 6:4, 62:7, [10:8] |
| 3.  | 30. Juli 2022    | Vejle              | ITF W15   | Sand      | Hannah Viller Møller | Klaudija Bubelytė Patricija Paukštytė | 6:2, 7:64         |
| 4.  | 6. Juli 2024     | Kuršumlijska Banja | ITF W15   | Sand      | Lisa Zaar            | Michaela Bayerlová Jelena Cvijanovic  | 6:4, 6:71, [10:8] |
| 5.  | 14. Juni 2025    | Danzig             | ITF W15   | Sand      | Johanne Svendsen     | Nadia Affelt Inka Wawrzkiewicz        | 7:5, 3:6, [12:10] |

## Privates
Valentina Ivanov ist die Tochter von Sergej Ivanov, der früher Teamchef der Usbekischen Fed-Cup-Mannschaft war und Oksana Yarikova, die 1995 und 1997 Fed-Cup-Spielerin für Usbekistan war.